# Serena Auñón-Chancellor
Serena Maria Auñón-Chancellor, född 9 april 1976 i Indianapolis i Indiana, är en amerikansk astronaut och läkare. Auñón togs ut till astronautgrupp 20 i juni 2009.
I januari 2018 meddelades att hon kommer delta i Expedition 56 / 57 på Internationella rymdstationen (ISS).

## Rymdfärder
- Expedition 56 / 57, Sojuz MS-09